# Rupnagar (Distrikt)
Der Distrikt Rupnagar (Panjabi રુપનગર જિલ્લો) ist ein Distrikt im indischen Bundesstaat Punjab.
Der Distrikt Rupnagar erstreckt sich entlang dem Fuß der Siwaliks. Der Fluss Satluj durchfließt den Distrikt.
Er wurde am 1. November 1966 gegründet. Am 14. April 2006 wurden die beiden Blöcke Kharar und Majri ausgegliedert und dem neu gebildeten Distrikt S.A.S. Nagar (Mohali) beigefügt.
Der Distrikt Rupnagar befindet sich in der neu gegründeten Division Rupnagar. Zuvor gehörte er zur Division Patiala.
Er umfasst eine Fläche von 1356 km². Verwaltungssitz ist die gleichnamige Stadt Rupnagar.

## Bevölkerung
Die Einwohnerzahl betrug beim Zensus 2011 684.627, 10 Jahre zuvor waren es noch 628.846. Das entspricht einem Wachstum von 8,9 %.
Das Geschlechterverhältnis lag bei 915 Frauen auf 1000 Männer. Die Alphabetisierungsrate lag bei 82,19 % (87,50 % bei Männern, 76,42 % bei Frauen).
52,74 % der Bevölkerung waren Sikhs, 44,47 % Hindus.

## Verwaltungsgliederung
Der Distrikt ist in 4 Tehsils gegliedert:
- Anandpur Sahib
- Chamkaur Sahib
- Nangal
- Rupnagar

Städte vom Status eines Municipal Councils sind:
- Anandpur Sahib
- Morinda
- Nangal
- Rupnagar

Städte vom Status eines Nagar Panchayats sind:
- Chamkaur Sahib